# Ревњице
Ревњице (чеш. Řevnice) град је у Чешкој Републици. Град се налази у управној јединици Средњочешки крај, у оквиру којег припада округу Праг-запад.

## Географија
Налази се 9 км јужно-западно од главног града Прага. Смештене су у долини реке Бероунке, северно од планине Цукрак.
Црква у граду се први пут помиње 1253. године. 1863. је пуштена у промет железничка пруга из Прага, која је добила у Ревњицама своју станицу. Градић има добру везу са градовима Праг и Бероун, захваљујући главној железничкој прузи Праг-Плзењ и блиском брзом путу Р4. 1968. су Ревњице добиле статут града. 
Данас се у Ревњицама налазе бројне викендице Пражана. Око града се налази чувени Чешки Крас и планина Цукрак, које су чести циљ посета многих Пражана због уникалне природе.

## Култура
Сваког лето у граду се одржава фестивал популарне музике, који се зове Рев Ревњице (чеш. Řev Řevnice).

## Становништво
Према подацима о броју становника из 2014. године град је имао 3.306 становника.